# Calle del Nuncio

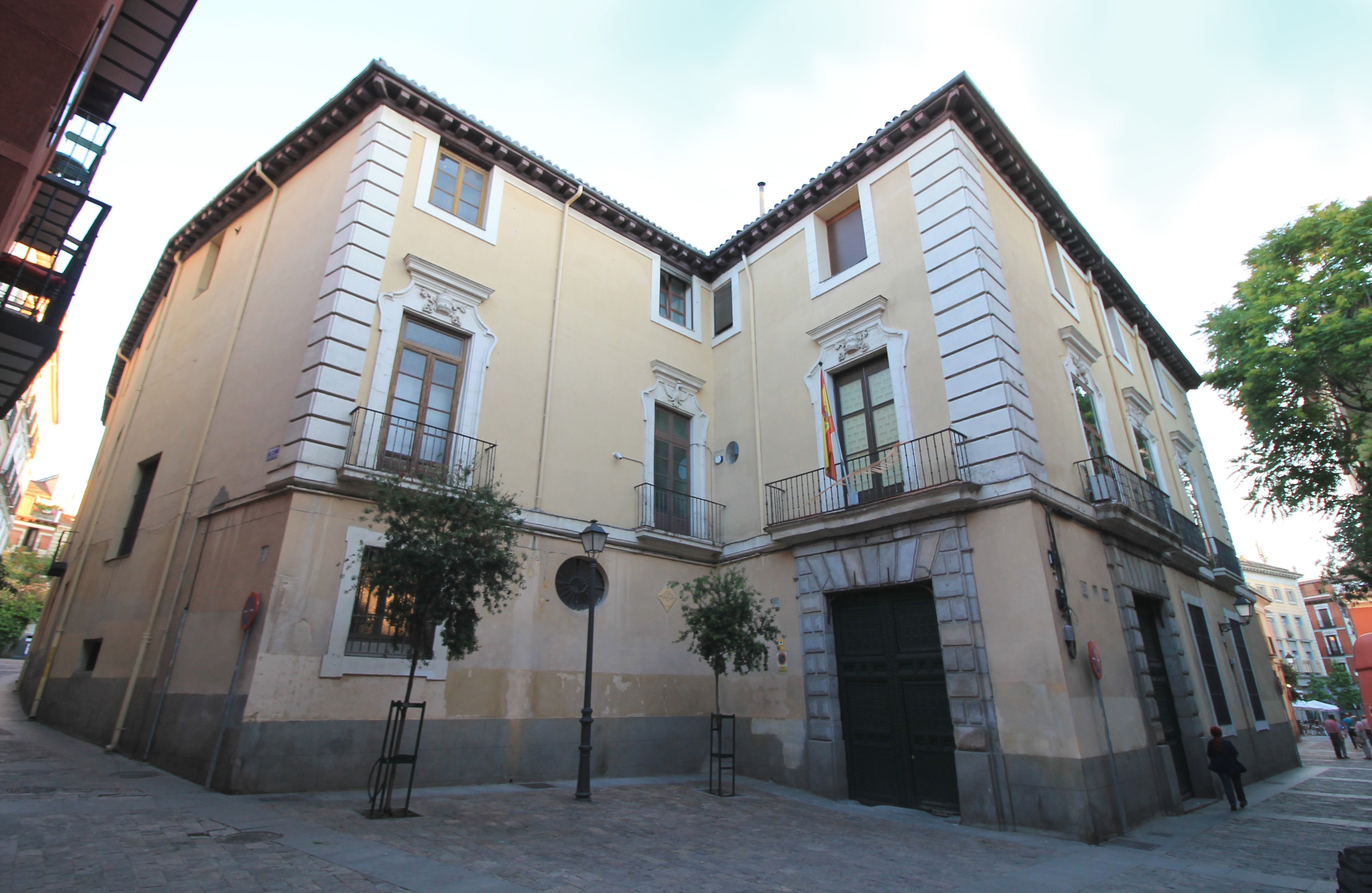
Antiguo Palacio de la Nunciatura, en el n.º 13-15 de la calle del Nuncio, remozado por el arquitecto Manuel Moradillo en 1735.

La calle del Nuncio es una vía del barrio de la Latina en el casco histórico de la ciudad española de Madrid. Debe su nombre a la circunstancia de que en ella residieran, hasta mediado el siglo XX, los embajadores apostólicos del Vaticano. Corre desde la plaza de Puerta Cerrada hasta la costanilla de San Pedro y en su trazado irregular incluye el apéndice de la travesía del Nuncio, callejón que la une con la calle de Segovia.

## Edificios

### Palacio de la Nunciatura
Por su influencia y antigüedad hay que mencionar el Palacio de la Nunciatura, en cuyo antiguo solar tuvieron casas linajudos madrileños como Mencía de la Cerda, marquesa del Valle, Catalina Luján, y Rodrigo Calderón, marqués de Siete Iglesias, que habiendo sido favorito de Felipe III de España, murió degollado en la Plaza Mayor el 21 de octubre de 1621, al comienzo del reinado de Felipe IV. Después de una reestructuración de algunas casa entre 1650-75, la Santa Sede compró algunas fincas para sede de Tribunal de la Nunciatura en la capital de España. Una inscripción que se conserva en el zaguán recuerda que aquel primer edificio fue obra del arquitecto José de Villarreal, hasta que al inicio del siglo XVIII, el nuncio Pompeyo Aldrovandei compró el resto de las fincas y encomendó la reforma de la sede a Manuel de Moradillo, obra llevada a cabo hacia 1735; la planta de la construcción resultante "se distribuye en torno a un patio rectangular al que se accede por un vestíbulo de entrada, y en donde destaca la galería de la planta baja cubierta por bóvedas de arista". Tras la creación del Tribunal de la Rota por el papa Clemente XIV, el 26 de marzo de 1771, se le habilitó espacio en la planta baja del Palacio. En 1932, cuando la Segunda República  dictó la secularización del matrimonio, quedó obsoleta la eficacia a las sentencias de los tribunales eclesiásticos y se desmanteló temporalmente el Tribunal de la Rota, que tras la guerra civil española, el gobierno franquista rehabilitó el 7 de abril de 1947 con la bendición del papa Pío XII. En 1958, Ministerio del Ejército se hizo cargo del palacete, conservando un espacio para el Tribunal de la Rota, e instalando en 1960 la Vicaría General Castrense. El 1 de enero de 1988, dicha Vicaría tomó el nombre de Arzobispado Castrense de España. Desde finales del siglo XX se encuentra protegido por el Plan Especial de Protección y Conservación de Edificios y Conjuntos de Interés Histórico-Artístico de la Villa de Madrid.

### Casa de Santisteban

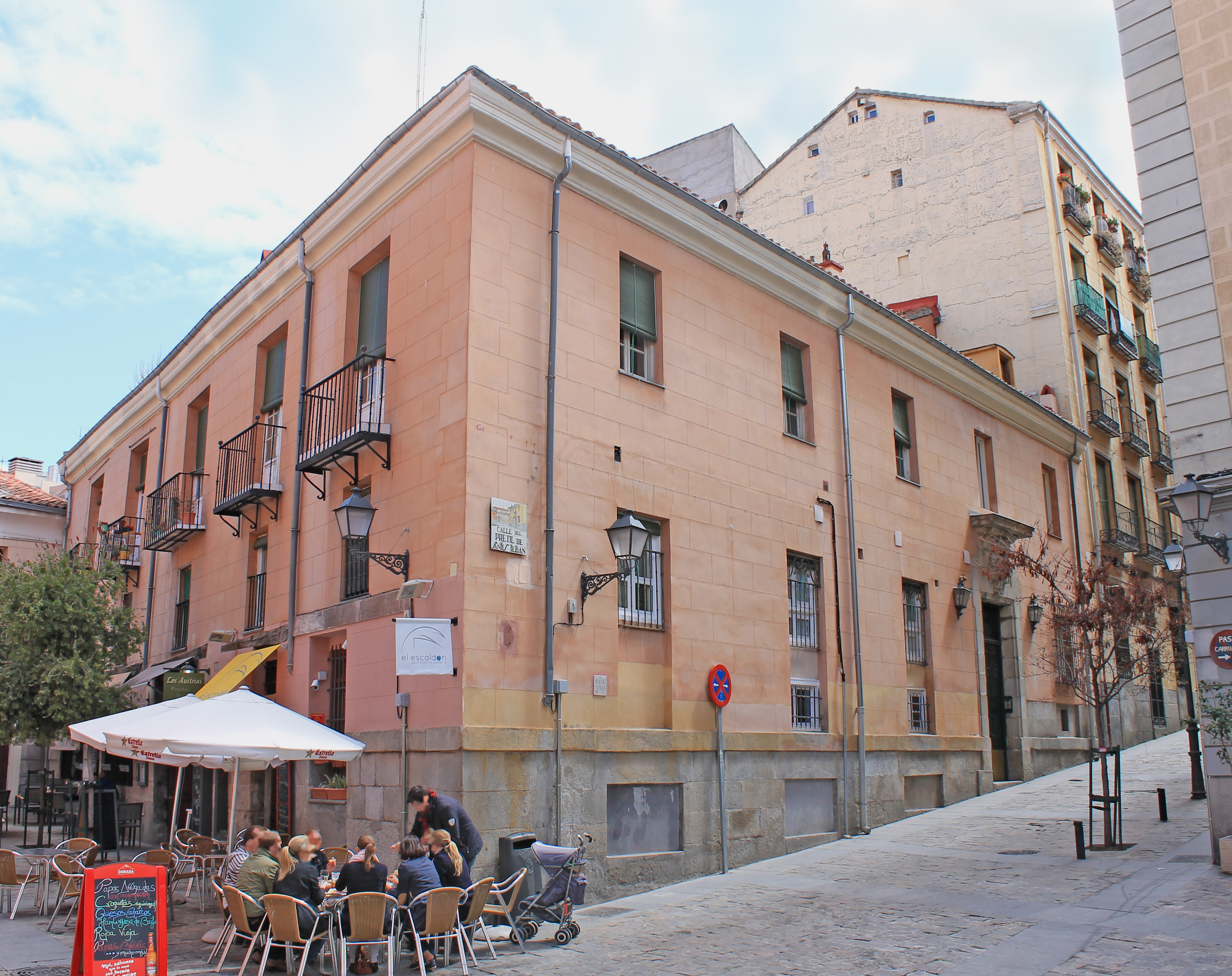
Casa de Postas del Duque de Santisteban, erigida hacia 1742.

El cronista Ramón de Mesonero Romanos en su descripción de algunas casas y familias que habitaron esta calle del Nuncio o su travesía, poco después de situar la Nunciatura deja noticia de la que fue llamada Casa de Santiesteban: 

La casa que hace esquina y vuelve a la calle del Nuncio, hoy palacio y tribunal de la Nunciatura Apostólica, perteneció también a la familia de Vargas, y por casamiento de una señora de esta familia (D.ª Inés de Vargas Carvajal y Trejo, bisnieta del licenciado Francisco de Vargas) con el célebre ministro D. Rodrigo Calderón, marqués de Siete Iglesias, llegó por esta razón a ser propiedad de aquel desdichado valido. En la manzana inmediata, entre dichas calles del Almendro y del Nuncio, y la antigua de la Parra (hoy costanilla de San Pedro), dando frente a la puerta de la antiquísima parroquia de esta advocación, se ve otra casa principal, de sólida construcción y regular forma, conocida por la casa de Santisteban, apoyada por uno de sus costados en el pretil a que da su nombre. Este importante edificio, que lleva uno de los títulos del célebre condestable D. Álvaro de Luna y de su hijo D. Juan, nacido en Madrid en 1435, y hoy posee el Sr. Duque de Medinaceli y de Santisteban, debe también tener su historia, que no nos ha sido posible averiguar. Anteriormente tuvo, según Quintana, una torre muy grande, que hoy no existe.
El antiguo Madrid. Paseos histórico-anecdóticos por las calles y casas de esta villa

El Colegio Oficial de Arquitectos de Madrid identifica el inmueble, sito en el n.º 17, como una antigua casa de postas construida hacia 1742, y a su arquitecto como Gabriel González. Posteriores prospecciones arqueológicas en estos recintos han aportado valiosos e interesantes datos sobre la evolución histórica de esta calle de Madrid.

### Iglesia de San Pedro el Viejo
En la esquina de la costanilla de San Pedro con esta calle del Nuncio y vuelta a la calle de Segovia se encuentra la antigua iglesia de San Pedro el Real, mejor llamada de San Pedro el Viejo, para distinguirla de la que con el mismo nombre se adscribe al moderno templo de la que popularmente se conoce como iglesia de la Paloma. Hay que especificar que la primitiva parroquia madrileña dedicada a San Pedro estuvo más arriba de esta encrucijada del Nuncio con la costanilla, aproximadamente junto a la fontana de Puerta Cerrada, de donde fue traído el templo medieval por disposición de Alfonso XI de Castilla, tras su victoria en Algeciras en 1344.

### Un palacio para la FEMP

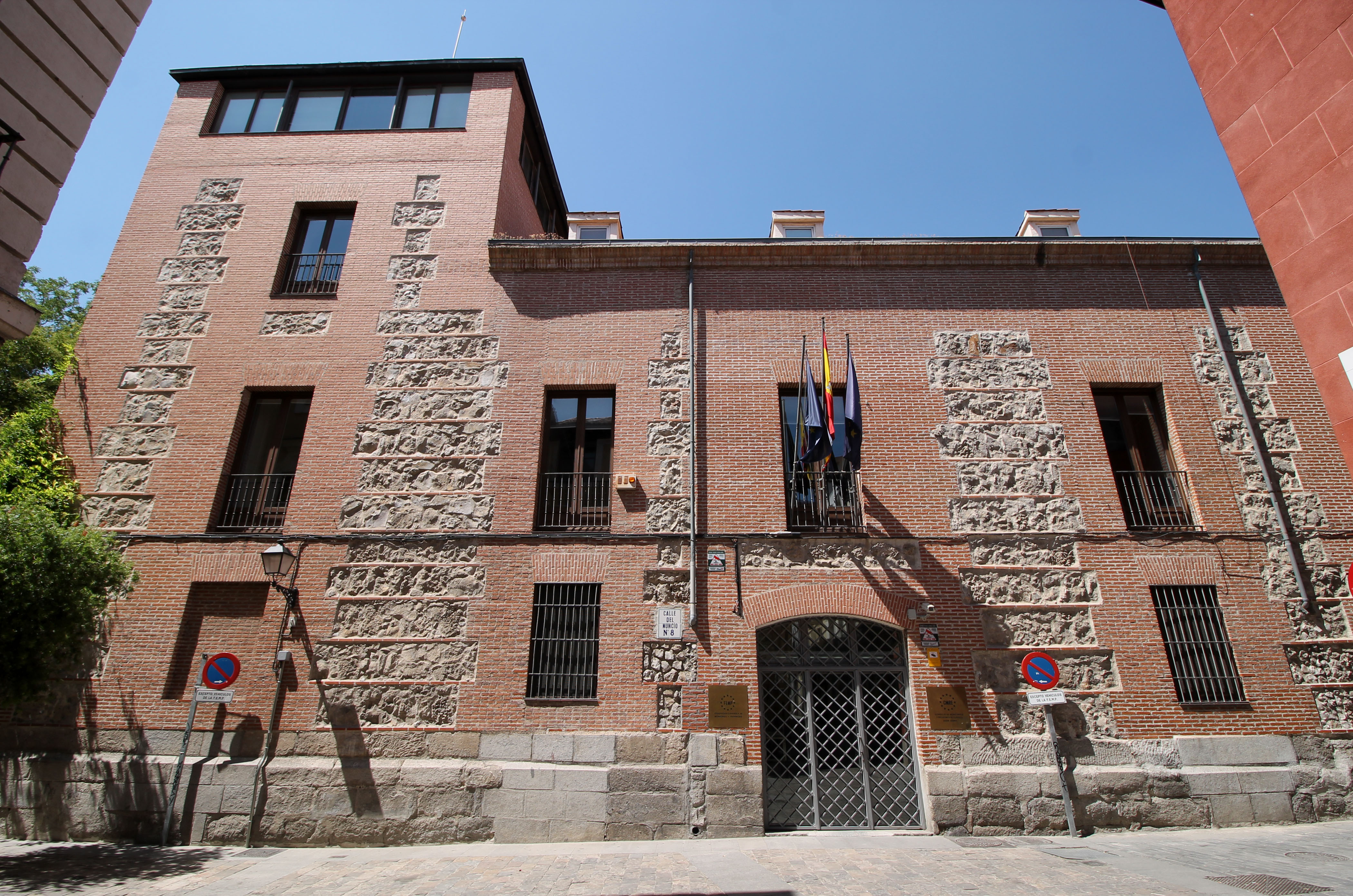
Sede de la Federación Española de Municipios y Provincias.

También la remozada casona del siglo XVII que ocupa el número 8, frente al Arzobispado Castrense, se ha habilitado como sede de la Federación Española de Municipios y Provincias.

### Café del Nuncio

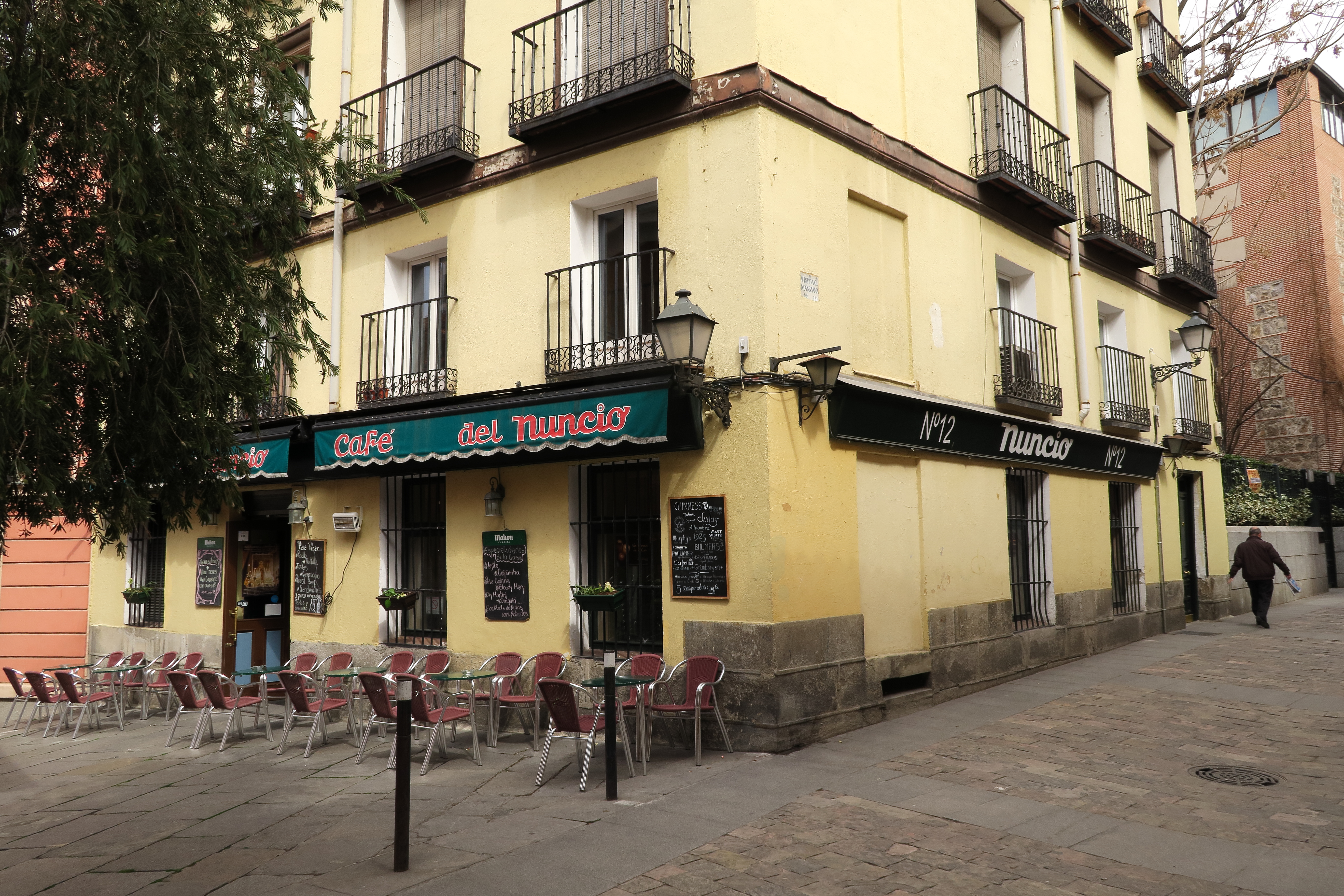
Café del Nuncio, en el n.º 12.

Se conserva en esta calle, en su esquina con la calle Segovia, el café que lleva su nombre, mencionado ya en 1877 en la Revista de España (volumen 56).Durante unos años se amplió al número 12 de la misma travesía.

## Localizaciones de cine
En el tramo de la calle llamado Travesía del Nuncio se han rodado numerosas películas. Entre ellas están: Alma de Dios (Manuel Noriega, 1923), Don Floripondio (Eusebio Fernández Ardavín, 1936), El pórtico de la gloria (Rafael J. Salvia, 1953),  Solo para hombres (Fernando Fernán Gómez, 1960), Trotín Troteras (Antonio Mercero, 1960), ¡Oh, cielos! (Ricardo Franco, 1995), La isla interior (Dunia Ayaso y Félix Sabroso, 2009), Los miércoles no existen (Peris Romano, 2015) y La princesa Paca (Joaquín Llamas, 2017). Esta última tiene escenas rodadas en el interior del café del Nuncio.